# 萨拉赫·贾迪德
萨拉赫·贾迪德（阿拉伯语：‎，羅馬化：Ṣalāḥ Jadīd；1926年—1993年8月13日）叙利亚将军、政治家，叙利亚阿拉伯社会复兴党左翼领导人，1966年至1970年期间担任该国事实上的领导人，1970年被哈菲兹·阿萨德的纠正运动赶下台。

## 早年生活与职业生涯
1926年，贾迪德出生在沿海城市杰卜莱附近的杜韦尔·巴卜达村的一个哈达丁部落的阿拉维派家庭中。然而，另一份报告显示他的出生年份为1924年。他曾就读于霍姆斯军事学院，并于1946年加入了叙利亚军队。最初，贾迪德是叙利亚民族社会党党员，20世纪50年代，他通过阿克拉姆·豪拉尼的联系加入了由米歇尔·阿弗拉克和萨拉丁·比塔尔领导的阿拉伯复兴社会党。尽管如此，他仍与叙利亚民族社会党保持着密切的联系；其兄弟加桑是叙利亚民族社会党在叙利亚最杰出的党员之一。之后，他再度改换立场，成为阿拉伯民族主义运动的成员，该运动追随纳赛尔的意识形态。贾迪德支持叙利亚与埃及组建阿拉伯联合共和国。
在阿联共时期，贾迪德驻扎在埃及开罗。1959年，他与其他复兴党人一起成立了军事委员会，其主要目的为保护阿联共的存在。最初，军事委员会只有四名成员，其他三位分别是哈菲兹·阿萨德、阿卜杜勒-卡里姆·均迪和穆罕默德·乌姆兰。军事委员会还试图挽救叙利亚复兴运动免遭灭顶之灾。其中有人将复兴党在阿联共时期的失败归因于阿弗拉克。1959年的复兴党三大支持阿弗拉克解散复兴党的决议。但在1960年的全国代表大会上，贾迪德作为当时尚未公开化的军事委员会的代表，推翻了这一决定，并呼吁重建复兴党。复兴党内一个以豪拉尼为首的派系要求叙利亚退出阿联共。最终，军事委员会未能如愿，阿拉伯联合共和国于1961年9月解散。纳齐姆·库德西是阿联共解散后第一任叙利亚的政府首脑，他迫害了效忠纳赛尔的贾迪德和其他人，所有这些人都被迫从叙利亚军队退役。
1963年，贾迪德从中校晋升为少将，并被任命为叙利亚陆军总参谋长。

## 倒台与去世
1970年，巴勒斯坦解放组织与约旦军队爆发冲突，即黑色九月事件，贾迪德派遣叙利亚控制的巴勒斯坦部队（名义上由巴解组织管理的巴勒斯坦解放军驻扎在叙利亚）进入约旦援助巴解组织。这一决定没有得到以阿萨德为首的温和派的支持，故而最终巴勒斯坦解放军撤军。
这一行动引发了复兴党内及军队内贾迪德派和阿萨德派的剧烈冲突。叙利亚共产党与贾迪德结盟，为他赢得了苏联大使努里金·毛希丁诺夫的支持。阿萨德对此感到愤怒，作为回应，他派遣穆斯塔法·特拉斯前往北京，并挥舞毛泽东的红宝书以恐吓苏联人。1970年11月，贾迪德试图解除阿萨德及其支持者特拉斯的职务。作为回应，阿萨德发动了一场被称为“纠正运动”的政变。1970年11月13日，贾迪德被捕。此后，他一直被关押在大马士革的迈宰赫监狱，直到1993年8月19日死于心脏病发作。